# Jeanne Gervais
Jeanne Gervais, nhũ danh Jeanne Ahou Siefer-N'Dri (6 tháng 6 năm 1922 - 9 tháng 12 năm 2012) là một chính trị gia người Bờ Biển Ngà.
Sinh ra ở Grand-Bassam, Gervais là con gái của một người cha Pháp và mẹ Baoulé. Một thành viên lâu năm của Đảng Dân chủ của Côte d'Ivoire - Phi Rally Dân chủ, cô tham gia tháng ba của phụ nữ ở quê nhà cô vào năm 1949. Được đào tạo như một giáo viên, cô đã trở thành một trong ba phụ nữ, cùng với Hortense Aka-Anghui và Gladys Anoma, được bầu vào Quốc hội ngay sau khi giành được độc lập; Cô phục vụ trong cơ thể đó từ năm 1965 đến năm 1980. Năm 1976, cô được bổ nhiệm làm người đứng đầu Bộ Phụ nữ, giữ vai trò đó cho đến năm 1984 và trở thành người phụ nữ đầu tiên phục vụ trong nội các Ivorian. Cô cũng đã hoạt động trong nhiều năm với tư cách là chủ tịch của Hiệp hội des Femmes Ivoiriennes.